# 3月26日
3月26日是公历一年中的第85天（闰年第86天），离全年的结束还有280天。

## 大事记

### 11世紀
- 1027年：教宗若望十九世在罗马加冕法兰克尼亚王朝国王康拉德二世为神圣罗马皇帝。

### 19世紀
- 1812年：《波士頓公報（英语：Boston Gazette）》刊登了一幅漫畫，以麻薩諸塞州州長艾布瑞基·傑利的名字創造出「傑利蠑螈」一詞。
- 1830年：美国后期圣徒运动创始人约瑟·斯密出版《摩尔门经》，随后成立耶稣基督后期圣徒教会。
- 1871年：巴黎公社正式成立。
- 1881年：色萨利成为希腊的一部分。

### 20世紀
- 1930年：上海音乐厅前身南京大戏院开业。
- 1934年：英国实施驾照考试。
- 1942年：第二次世界大战：第一批女囚被投入奥斯威辛集中营。
- 1947年：蒋介石赦免周佛海死刑。
- 1953年：美国医学家约纳斯·沙克宣布针对小儿麻痹症的脊髓灰质炎疫苗在临床试验获得成功。
- 1970年：世界上最後一艘水翼蒸汽船永久停泊三藩市[來源請求]。
- 1971年：中华人民共和国与喀麦隆建交。
- 1971年：东巴基斯坦单方面宣布从巴基斯坦独立并建立孟加拉，孟加拉解放战争爆发。
- 1975年：《禁止生物武器公约》生效。
- 1976年：阿根廷军队政變，陆军少将豪爾赫·拉斐爾·魏地拉自任為军政府总统。
- 1979年：埃及总统艾尔·沙达特和以色列总理梅纳赫姆·贝京基于先前协议签署《埃以和约》，埃及成为首个承认以色列的阿拉伯国家。
- 1982年：中国与瓦努阿图共和国建交。
- 1988年：聂卫平获得中国围棋协会颁发的中国围棋“棋圣”证书。
- 1989年：詩人海子在山海關臥軌自殺。
- 1991年：阿根廷、巴西、乌拉圭、巴拉圭签订《亚松森条约（英语：Treaty of Asunción）》，决定建立南美共同市场。
- 1991年：南韓五名小学生去抓蠑螈（當時韓國媒體誤傳為抓青蛙)时离奇失踪并被谋杀，至今未破案。五名少年被广泛称为“青蛙少年”。
- 1993年：苏联共产党决定改组为“共产党联盟－苏联共产党”。
- 1995年：《申根协定》正式生效，德国、法国、西班牙、葡萄牙、荷兰、比利时、卢森堡7国取消相互之间的边境控制。
- 1997年：美国西部加利福尼亚州圣塔菲牧场警方发现39名天堂之门教派信众集体自杀身亡。
- 1998年：卢浮宫决定为《蒙娜丽莎》单设展室。
- 1999年：第一种透过Microsoft Exchange和Outlook传播的病毒“美丽莎（英语：Melissa (computer virus)）”被发现。
- 1999年：陪審團開始審議對傑克·凱沃基安的審判，他是美國一名醫生協助自殺的實踐者，被控在一名身患絕症的病人死亡事件中犯有謀殺罪。
- 2000年：在鮑利斯·葉爾欽辭職後，弗拉迪米爾·普丁在總統選舉中當選新任俄羅斯總統。

### 21世紀
- 2005年：三二六護台灣大遊行，反对中华人民共和国制定《反分裂国家法》。
- 2010年：大韓民國海軍護衛艦天安號遭北韓潛艇以魚雷擊沉。
- 2011年：英国BBC的俄语广播宣布停止其65年的播音。
- 2012年：加拿大导演詹姆斯·卡梅隆驾驶单人深潜器深海挑战者号下潜到了10,898米的挑战者海渊底部。
- 2016年：日本北海道新幹線通車。
- 2017年：香港第五屆行政長官選舉，林鄭月娥以777票當選第5屆香港行政長官。
- 2023年：宏都拉斯與中華民國斷絕外交關係，並改與中華人民共和國建立外交關係。
- 2024年：美国马里兰州巴尔的摩的弗朗西斯·斯科特·基大橋遭货船撞断桥墩而倒塌，造成至少2人死亡、4人失踪。

## 出生
- 1554年：夏爾·德·吉斯，法國貴族，舊教神聖聯盟軍事領袖（1611年逝世）
- 1687年：漢諾威的索菲亞·多蘿西婭，英国公主和普鲁士王后（1757年逝世）
- 1778年：愛德華·布萊克尼，英國陸軍元帥（1868年逝世）
- 1778年：蘇菲·布蘭查德，法國熱氣球駕駛員（1819年逝世）
- 1824年：茱莉-維克托瓦爾·道比耶，法國記者（1874年逝世）
- 1844年：亨利-亞歷山大·當洛斯，法國醫生、皮膚病學家（1912年逝世）
- 1859年：阿道夫·赫維茲，德國數學家（1919年逝世）
- 1863年：愛德華·埃勒斯，丹麥皮膚病學家（1937年逝世）
- 1874年：，美国诗人（1963年逝世）
- 1875年：李承晚，韓國政治人物，首任韓國總統（1965年逝世）
- 1896年：傅斯年，五四運動學生領袖之一（1950年逝世）
- 1898年：今東光，日本小說家、政治人物（1977年逝世）
- 1907年：李可染，中國畫家（1989年逝世）
- 1911年：田納西·威廉斯，美國劇作家（1983年逝世）
- 1911年：伯納德·卡茨，德國裔英國生物物理學家，1970年諾貝爾生理學或醫學獎得主（2003年逝世）
- 1913年：，匈牙利数学家（1996年逝世）
- 1925年：胡振中，天主教香港教區主教（2002年逝世）
- 1925年：皮耶·布萊茲，法國作曲家、指揮家、作家（2016年逝世）
- 1930年：桑德拉·戴·奧康納，美國法學家，首位美國最高法院女性大法官（2023年逝世）
- 1931年：伦纳德·尼莫伊，美国演员、导演、诗人、音乐家和摄影师（2015年逝世）
- 1934年：亞倫·阿金，美國男演員、導演、音樂家、歌手（2023年逝世）
- 1934年：余樹江，華裔美國電機工程師、應用數學家、電磁學家
- 1936年：白石冬美，日本女性声优（2019年逝世）
- 1937年：艾哈邁德·庫賴，巴勒斯坦政治人物，第2任巴勒斯坦自治政府總理（2023年逝世）
- 1940年：詹姆士·肯恩，美國男演員（2022年逝世）
- 1940年：南希·裴洛西，美國政治人物，第52任美國眾議院議長
- 1942年：傑拉德·R·艾倫，美國裔澳大利亞魚類學家
- 1943年：三毛，台湾作家（1991年逝世）
- 1945年：鲁道夫·埃尔南德斯·苏亚雷斯，哥倫比亞政治人物、土木工程師、商人
- 1950年：，美國電影配樂作曲家
- 1951年：黄公崴，越裔美籍攝影師，普立茲獎獲得者
- 1952年：顏敏時，英國國會議員（2021年逝世）
- 1952年：天野喜孝，日本插畫家
- 1952年：加里·魯夫昆，美國分子生物學家，2024年諾貝爾生理學或醫學獎得主
- 1953年：趙小蘭，美國首位華裔部長，前任美國運輸部長
- 1954年：井上和彥，日本男性聲優
- 1954年：克萊夫·帕爾默，澳大利亞商人、政治人物
- 1956年：朴元淳，韓國政治人物，前任首爾市長（2020年逝世）
- 1958年：阿拉爾·卡里斯，愛沙尼亞生物學家、政治人物，現任愛沙尼亞總統
- 1958年：馮志輝，香港配音員
- 1959年：范平明，越南政治人物、外交官，前任越南副總理
- 1960年：洪博培，美國政治人物、商人、外交家
- 1962年：，美國NBA聯盟職業籃球運動員
- 1962年：克林·杰奥尔杰斯库，羅馬尼亞政治家
- 1963年：清水玲子，日本漫畫家
- 1963年：京極夏彥，日本妖怪小說家
- 1967年：張信哲，台灣歌手
- 1971年：安野夢洋子，日本漫畫家
- 1973年：，美國電腦科學家、網際網路企業家，Google的共同創辦人
- 1974年：高木直子，日本女插畫家
- 1974年：后藤久美子，日本女演員
- 1974年：鄭淳元，韓國男歌手
- 1974年：勞雷爾·李，美國律師、政治人物，現任佛羅里達州聯邦眾議員
- 1977年：柴璐，中國中央電視台主持人
- 1977年：周蕙，台灣歌手
- 1979年：梁烈唯，香港男演員
- 1980年：歐陽若曦，香港賽車手
- 1981年：清水愛，日本女性聲優
- 1982年：張亮，中國模特兒
- 1984年：陳沂，台灣網路名人、活動主持人
- 1985年：綺拉·奈特莉，英國女演員
- 1985年：马特·格雷弗斯，美国游泳运动員
- 1987年：YUI，日本創作女歌手、演員
- 1987年：李美慧，香港女演員、主持人
- 1987年：韓智友，韓國女演員
- 1989年：程响，中國女歌手
- 1990年：柳樂優彌，日本演員
- 1990年：高木雄也，日本演員、歌手，團體Hey! Say! JUMP成員
- 1990年：Xiumin，韓國男子偶像團體EXO成員
- 1990年：吳源斌，韓國男子偶像樂團FTIsland成員
- 1990年：崔宇植，韓國男演員
- 1990年：路曼·沙斯，摩洛哥職業足球運動員
- 1991年：無尊，台灣男藝人
- 1991年：拉米·优素福，美國男演員、喜劇演員、編劇
- 1992年：妮娜·阿格戴爾，丹麥模特兒
- 1992年：斯托弗·范多恩，比利時一級方程式賽車車手
- 1994年：渡邊麻友，日本演員、歌手
- 1994年：胡美貽，香港女藝人
- 1996年：韓東，韓國女子偶像團體Dreamcatcher成員
- 1998年：金京主，韓國女子偶像團體Cherry Bullet成員
- 1998年：奧馬爾·阿尤索，摩洛哥裔西班牙演員、導演、製片人
- 2000年：羊宮妃那，日本女性聲優
- 2000年：妮娜·德瓦尔，比利時女子競技體操運動員

## 逝世
- 903年：菅原道真，日本平安時代學者、詩人、政治人物（845年出生）
- 908年：唐哀帝李柷，唐朝皇帝（892年出生）
- 983年：阿杜德·道萊，布維西王朝埃米爾（936年出生）
- 1675年：恩斯特一世，薩克森-哥達公爵（1601年出生）
- 1685年：後西天皇，日本第111代天皇（1638年出生）
- 1804年：沃爾夫岡·馮·肯佩倫，奧地利作家、發明家（1734年出生）
- 1827年：路德維希·范·貝多芬，德国作曲家（1770年出生）
- 1856年：魏源，中国思想家、文学家（1794年出生）
- 1892年：，美国著名诗人，代表作《草葉集》（1819年出生）
- 1900年：唐納德·斯圖爾特，英國陸軍元帥（1824年出生）
- 1902年：，南非殖民帝国的创始人（1853年出生）
- 1910年：奧古斯特·沙盧瓦，法國天文學家（1864年出生）
- 1910年：安重根，朝鮮人，刺殺日本政治家伊藤博文的刺客（1879年出生）
- 1920年：威廉·切斯特·米諾，美國外科醫生、詞典編纂者（1834年出生）
- 1945年：鲍里斯·沙波什尼科夫，苏联元帅（1882年出生）
- 1945年：栗林忠道，日本陸軍大將（1891年出生）
- 1959年：雷蒙·錢德勒，美國推理小說作家（1888年出生）
- 1962年：室生犀星，日本詩人、小說家（1889年出生）
- 1966年：胡刚复，中国物理学家（1892年出生）
- 1969年：阿塔納西奧·恩東戈·米約內，赤道幾內亞音樂家、作家、政治人物（1928年出生）
- 1976年：林语堂，中国现代作家及學者（1895年出生）
- 1977年：姆瓦姆布扎四世，蒲隆地國王（1912年出生）
- 1980年：羅蘭·巴特，20世紀最重要思想家之一（1915年出生）
- 1984年：塞古·杜尔，几内亚总统（1922年出生）
- 1986年：陈永贵，中國著名的全国劳动模范、原山西昔阳县大寨大队党支部书记，國務院原副總理（1915年出生）
- 1988年：陸森寶，臺灣作曲家（1910年出生）
- 1989年：海子，中国诗人（1964年出生）
- 2004年：潘光旦，越南共和國政治人物（1918年出生）
- 2005年：詹姆斯·卡拉漢，英國政治人物，前任英國首相（1912年出生）
- 2006年：，美國賽車手（1975年出生）
- 2011年：哈利·庫弗（英语：Harry Coover），美國發明家、瞬間膠發明人（1917年出生）
- 2017年：鄭問，臺灣漫畫家、插畫家（1958年出生）
- 2018年：侯水盛，臺灣政治人物（1949年出生）
- 2019年：萩原健一，日本男演員、歌手（1950年出生）
- 2021年：沈善炯，中国科学院院士（1917年出生）
- 2022年：陳正薇，中国著名京剧表演艺术家、梅兰芳弟子（1933年出生）
- 2022年：段晴，北京大学外国语学院南亚学系教授，梵语专家（1953年出生）[1]
- 2025年：田名部匡省，日本男子冰球運動員、政治人物（1934年出生）

## 节假日和习俗
- 中華民國：廣播電視節[2]
- ：国庆日
- ：民主运动纪念日
- 加拿大、 美国：癲癇日